# Hop Louie

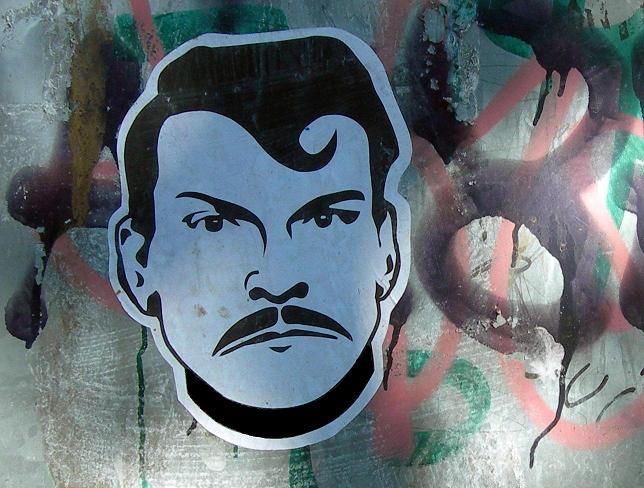
Gatukonst av Hop Louie

Hop Louie är en pseudonym för en anonym svensk gatukonstnär, som är känd för spridningen av affischer och klistermärken föreställande Christer Pettersson, framförallt i Stockholm.
Hop Louie har även skrivit boken Street art cookbook tillsammans med Bengt Carlsson. I den går man genom olika tekniker vanligt förekommande inom gatukonst såsom stenciler, graffiti, stickers och affischer. I februari 2013 hade Väsby konsthall i Upplands Väsby en separatutställning med verk av Hop Louie och Vegan Flava. 